# Złoty Widok
Złoty Widok (niem. Goldene Aussicht, 610 m n.p.m.) – szczyt w Karkonoszach, w obrębie Pogórza Karkonoskiego.
Szczyt znajduje się na północno-zachodnim krańcu Pogórza Karkonoskiego, tworząc zakończenie krótkiego ramienia, łączącego się w rejonie Michałowic z masywem Grzybowca. Na południowy wschód od Złotego Widoku wznosi się Drewniak. Ku północy odchodzi od Złotego Widoku podrzędny grzbiet zakończony Zaroślakiem. Zbocza północno-wschodnie i południowo-zachodnie opadają niezbyt stromo do dolin Michałowickiego Potoku oraz Rudnika. Zbocza zachodnie opadają bardzo stromo do doliny Kamiennej. Urwiska nad zakolem Kamiennej noszą nazwę Cisowiec, natomiast skałki na grzbiecie - Kociołki.
Cały masyw zbudowany jest z granitu karkonoskiego.
Skałki granitowe występują na grzbiecie oraz nad Kamienną.
Na zachód od szczytu znajduje się nieczynny kamieniołom granitu porfirowatego.
Cały masyw porośnięty jest lasem dolnoreglowym.
30 lipca 2020 oficjalnie oddano do użytku platformę widokową na Złotym Widoku.